# Cratloe
Cratloe (Iers: An Chreatalach) is een dorp in County Clare in Ierland.

## Etymologie
Het dorp dankt mogelijk zijn naam aan de Cratloe Woods, dat ooit een woud was met wilgen en eiken. Dat leverde in het Iers de naam "Creat-Shaileóg", wat zoveel betekent als land van de wilgenbomen.Eikenbomen uit dit woud zouden gebruikt zijn voor het dak van het Koninklijk Paleis in Amsterdam. Een andere verklaring is dat het dorp zijn naam dankt aan "Croit Shliabh", wat zoveel betekent als de gebochelde berg.

## Parochie
Cratloe is deel van de katholieke parochie Cratloe-Sixmilebridge in het Bisdom Limerick.

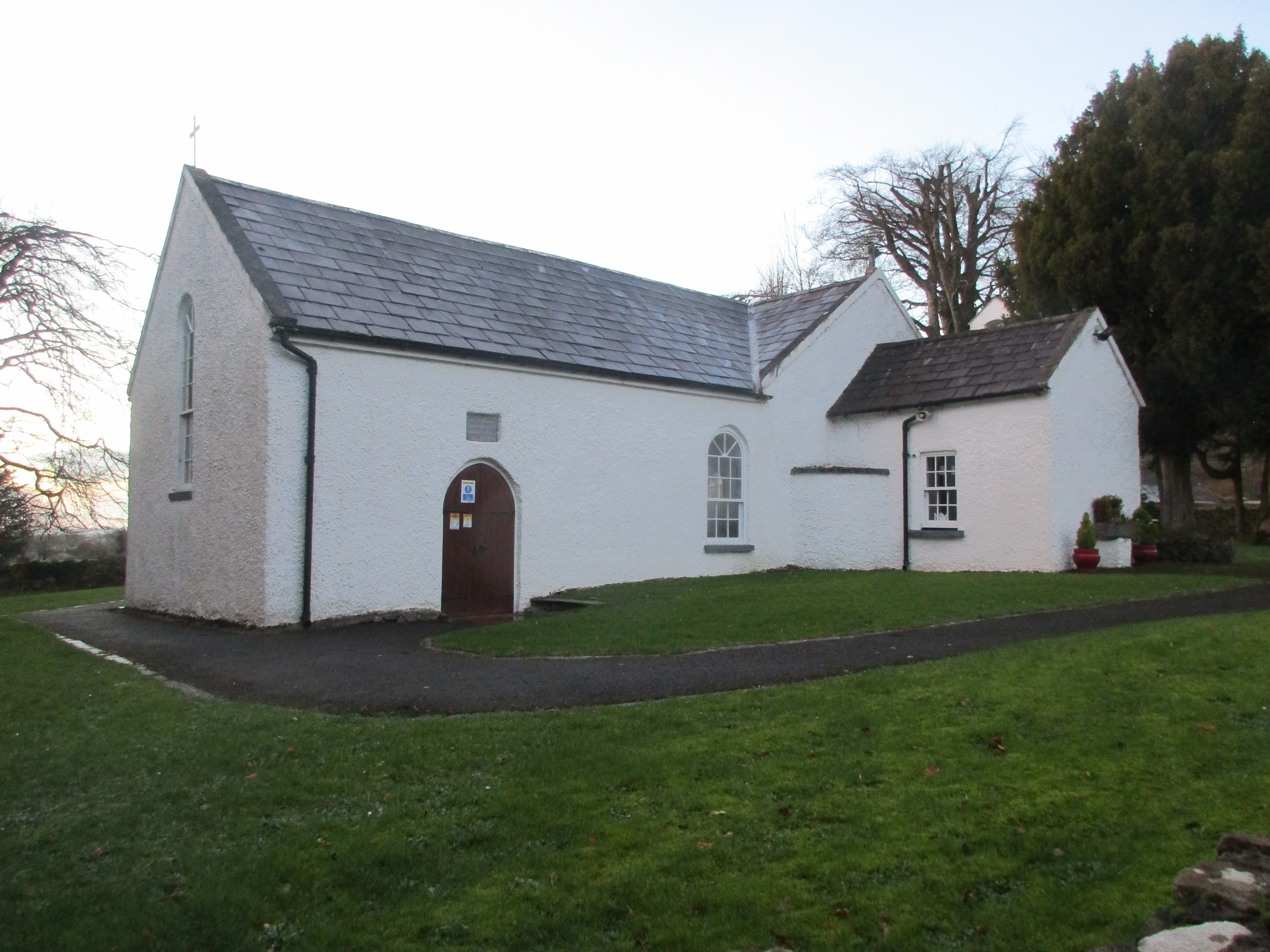
Church of St. John in Cratloe

De kerk is de Church of St. John, waarvan de bouw in 1798 aangevangen is. De kerk werd meerdere malen vergroot. Het gebouw overleefde een voorstel in de late jaren tachtig om de kerk in zijn geheel te slopen en te vervangen door een nieuwe kerk. Door de ijver van een luidruchtige groep parochianen werd de schuurkerk uiteindelijk gerenoveerd.

## Transport
De N18/M18 Limerick-Galway loopt aan de westzijde van Cratloe
Het dorp ligt ook aan de noord-zuid lopende R462 vanaf de N18/M18 naar Gort, die tevens de verbinding vormt met Sixmilebridge, Kilkishen en Tulla. Cratloe lag aan de oude weg tussen Ennis, Bunratty en Limerick. Hoewel delen van deze oude weg nog bestaan (Old Bunratty Road bij Bunratty, een naamloze weg richting het voormalige treinstation in Cratloe), is deze verbinding in deze omgeving vervangen door de N18/M18. De Wood Road en - verder zuidelijk - Old Cratloe Road zijn ook delen van de oude verbinding. Deze route was van belang omdat zij door een bergpas liep.

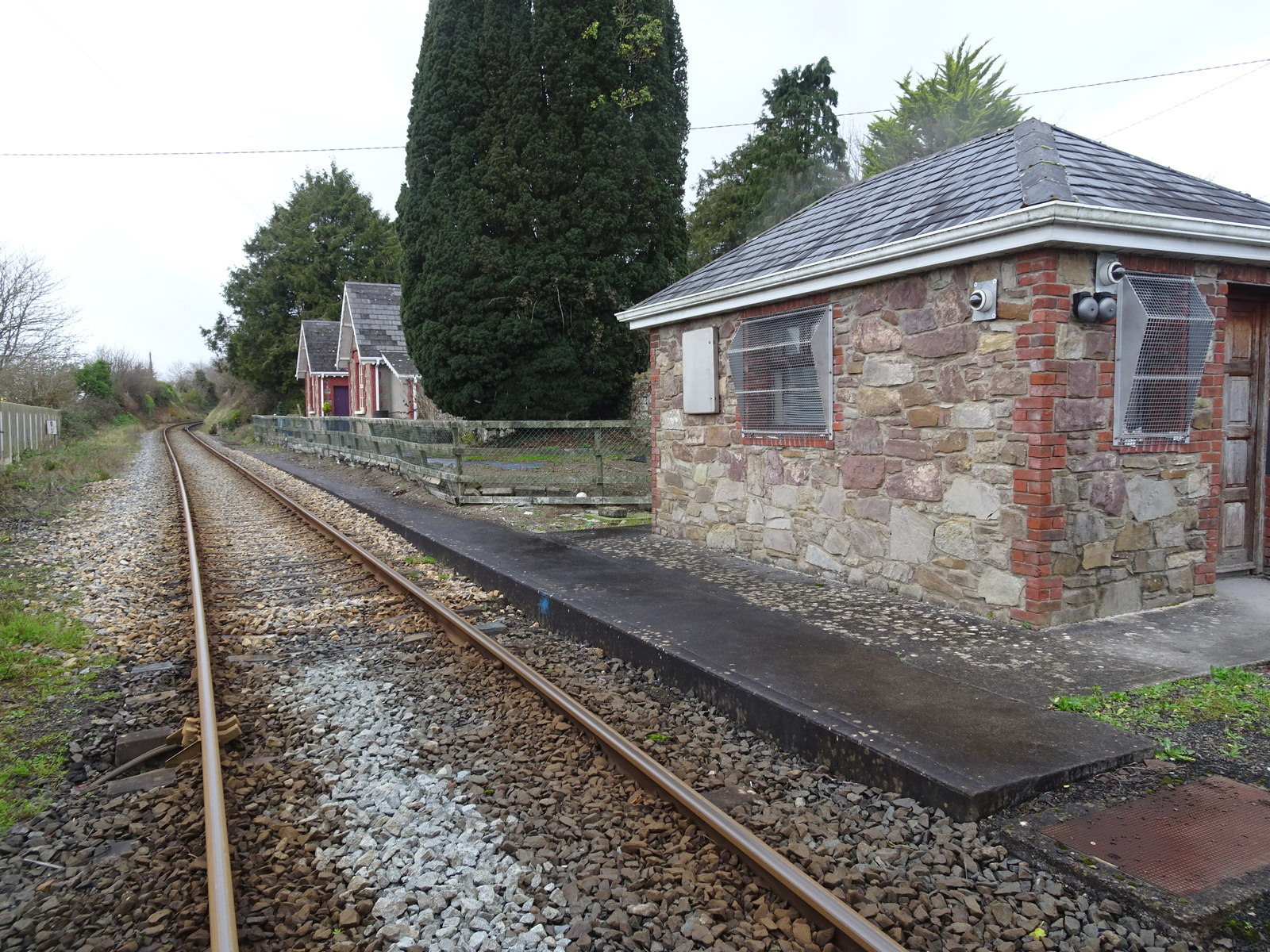
Het voormalige station van Cratloe

De spoorlijn tussen Ennis en Limerick passeert het dorp. Het station werd geopend op 17 januari 1859 en sloot op 17 juni 1963

## Voorzieningen
De "St John's National School" is een gemengde basisschool aan Wood Road. Voorgangers van de school waren een aantal heggescholen. De eerste permanente school werd gebouwd in 1849. Dit gebouw werd in 1965 verlaten voor een grotere school. Als snel werd duidelijk dat ook deze school te klein werd voor het groeiend aantal leerlingen. In 1980 werd de huidige school opgeleverd. Ook deze school werd al snel te klein en al in het begin van deze eeuw werden noodlokalen en noodgebouwen geplaatst. In 2011 kreeg de school fondsen voor het bouwen van twee gewone klaslokalen en twee lokalen voor speciaal/individueel onderwijs om de tijdelijke gebouwen te vervangen. De ouders van de leerlingen kwamen vervolgens met de middelen voor een extra lokaal voor speciaal/individueel onderwijs, opslagruimte en een gehandicaptentoilet. Het vernieuwde gebouw werd in 2014 geopend.
Het terrein van Cratloe GAA ligt ingeklemd tussen de snelweg N18/M18, de R462 en de spoorlijn. De club, die zowel hurling, camogie en Gaelic football speelt, is opgericht in 1887. De club behoort tot de grootmachten in county Clare, met meerdere county-titels in de drie sporttakken.
In Cratloe is ook een verzorgingstehuis. Het dorp telt verdere meerdere pubs, winkels en bedrijven.